# Uskedal
Uskedal (eller Uskedalen) är en tätort i Kvinnherads kommun i Vestland fylke i västra Norge. Uskedal hade 720 invånare den 1 januari 2011.